# Milton Schmidt
Pour les articles homonymes, voir Schmidt.
Temple de la renommée : 1961
Milton Conrad Schmidt, dit Milt Schmidt, (né le 5 mars 1918 à Kitchener (Ontario), Canada et mort le 4 janvier 2017) est un joueur professionnel de hockey sur glace qui évoluait au poste de centre. Il occupe ensuite également les fonctions d'entraîneur et de directeur général, essentiellement avec l'équipe des Bruins de Boston.

## Carrière

### Joueur
Milt Schmidt joue en junior avec Woody Dumart et Bobby Bauer pour l'équipe de sa ville natale, Kitchener, avant d'être tous trois acquis par les Bruins en 1935. Après avoir joué sa dernière saison dans les rangs juniors puis une demi-saison avec le club-école des Bruins, les Reds de Providence dans l'International American Hockey League (qui devient ensuite la Ligue américaine de hockey), il est appelé dans l'équipe des Bruins au cours de la saison 1936–1937 au sein de laquelle il s'impose rapidement.
Milt Schmidt et ses amis d'enfance Bauer et Dumart deviennent coéquipiers dans la LNH et forment la Kraut line qui devient une pièce maîtresse des Bruins pendant quinze ans, gagnant la Coupe Stanley en 1939. La saison suivante, la Kraut line occupe les trois premières places des meilleurs pointeurs de la LNH, Schmidt terminant en tête devant Dumart et Bauer mais les Bruins s'inclinent en finale contre les Rangers de New York.
Il remporte une nouvelle coupe Stanley en 1941 avec les Bruins. En 1942, les trois amis s'engagent dans l'Aviation royale du Canada et remportent la Coupe Allan.
Milt Schmidt est de retour dans la LNH au début de la 1945-1946. Il termine ensuite 4e pointeur lors de la saison suivante. En 1950, il est nommé capitaine de l'équipe et remporte le trophée Hart.
Il prend sa retraite pendant la saison 1954-1955 pour occuper le poste d'entraîneur de l'équipe en remplacement de Lynn Patrick. En 1961, il est intronisé au temple de la renommée du hockey. En 1998, il est classé à la 28e place des meilleurs joueurs de tous les temps de la LNH par le magazine The Hockey News. Son numéro 15 est retiré par les Bruins de Boston.

### Entraîneur et directeur général
Milt Schmidt commence sa carrière d'entraîneur pendant la saison 1955-1956. Au cours des onze années où il est entraîneur de l'équipe, il les mène en finale de la Coupe Stanley deux fois, en 1957 et 1958, où ils sont battus à chaque fois par les Canadiens de Montréal. Il est promu directeur général de l'équipe en 1967. Dans ce rôle, il acquiert de nombreux joueurs clés pour l'organisation qui mènent l'équipe vers deux titres dans les années 1970.
Après une longue carrière avec les Bruins, il devient le premier directeur général des Capitals de Washington au début de la saison 1974-1975. Malheureusement, cette équipe termine avec le record du plus petit nombre de points en saison régulière : 21 points (8 victoires, 5 matches nuls et 67 défaites).

## Statistiques
| Saison     | Équipe             | Ligue      |     | Saison régulière | Saison régulière | Saison régulière | Saison régulière | Saison régulière |    | Séries éliminatoires | Séries éliminatoires | Séries éliminatoires | Séries éliminatoires | Séries éliminatoires |
| Saison     | Équipe             | Ligue      | PJ  | B                | A                | Pts              | Pun              | PJ               | B  | A                    | Pts                  | Pun                  |                      |                      |
| 1936-1937  | Bruins de Boston   | LNH        | 26  | 2                | 8                | 10               | 15               | 3                | 0  | 0                    | 0                    | 0                    |                      |                      |
| 1936-1937  | Reds de Providence | IAHL       | 23  | 8                | 1                | 9                | 12               |                  |    |                      |                      |                      |                      |                      |
| 1937-1938  | Bruins de Boston   | LNH        | 44  | 13               | 14               | 27               | 15               | 3                | 0  | 0                    | 0                    | 0                    |                      |                      |
| 1938-1939  | Bruins de Boston   | LNH        | 41  | 15               | 17               | 32               | 13               | 12               | 3  | 3                    | 6                    | 2                    |                      |                      |
| 1939-1940  | Bruins de Boston   | LNH        | 48  | 22               | 30               | 52               | 37               | 6                | 0  | 0                    | 0                    | 0                    |                      |                      |
| 1940-1941  | Bruins de Boston   | LNH        | 45  | 13               | 25               | 38               | 23               | 11               | 5  | 6                    | 11                   | 9                    |                      |                      |
| 1941-1942  | Bruins de Boston   | LNH        | 36  | 14               | 21               | 35               | 34               | --               | -- | --                   | --                   | --                   |                      |                      |
| 1945-1946  | Bruins de Boston   | LNH        | 48  | 13               | 18               | 31               | 21               | 10               | 3  | 5                    | 8                    | 2                    |                      |                      |
| 1946-1947  | Bruins de Boston   | LNH        | 59  | 27               | 35               | 62               | 40               | 5                | 3  | 1                    | 4                    | 4                    |                      |                      |
| 1947-1948  | Bruins de Boston   | LNH        | 33  | 9                | 17               | 26               | 28               | 5                | 2  | 5                    | 7                    | 2                    |                      |                      |
| 1948-1949  | Bruins de Boston   | LNH        | 44  | 10               | 22               | 32               | 25               | 4                | 0  | 2                    | 2                    | 8                    |                      |                      |
| 1949-1950  | Bruins de Boston   | LNH        | 68  | 19               | 22               | 41               | 41               | --               | -- | --                   | --                   | --                   |                      |                      |
| 1950-1951  | Bruins de Boston   | LNH        | 62  | 22               | 39               | 61               | 33               | 6                | 0  | 1                    | 1                    | 7                    |                      |                      |
| 1951-1952  | Bruins de Boston   | LNH        | 69  | 21               | 29               | 50               | 57               | 7                | 2  | 1                    | 3                    | 0                    |                      |                      |
| 1952-1953  | Bruins de Boston   | LNH        | 68  | 11               | 23               | 34               | 30               | 10               | 5  | 1                    | 6                    | 6                    |                      |                      |
| 1953-1954  | Bruins de Boston   | LNH        | 62  | 14               | 18               | 32               | 28               | 4                | 1  | 0                    | 1                    | 20                   |                      |                      |
| 1954-1955  | Bruins de Boston   | LNH        | 23  | 4                | 8                | 12               | 26               | --               | -- | --                   | --                   | --                   |                      |                      |
| Totaux LNH | Totaux LNH         | Totaux LNH | 776 | 229              | 346              | 575              | 466              | 86               | 24 | 25                   | 49                   | 60                   |                      |                      |

| Saison    | Équipe                 | Ligue |    | PJ | V  | D  | N    | % V                   |  | Séries éliminatoires |
| 1954-1955 | Bruins de Boston       | LNH   |    |    |    |    |      |                       |  |                      |
| 1955-1956 | Bruins de Boston       | LNH   | 70 | 23 | 34 | 13 | 42,1 | non qualifiés         |  |                      |
| 1956-1957 | Bruins de Boston       | LNH   | 70 | 34 | 24 | 12 | 57,1 | finalistes            |  |                      |
| 1957-1958 | Bruins de Boston       | LNH   | 70 | 27 | 28 | 15 | 49,3 | finalistes            |  |                      |
| 1958-1959 | Bruins de Boston       | LNH   | 70 | 32 | 29 | 9  | 52,1 | éliminés en 1re ronde |  |                      |
| 1959-1960 | Bruins de Boston       | LNH   | 70 | 28 | 34 | 8  | 45,7 | non qualifiés         |  |                      |
| 1960-1961 | Bruins de Boston       | LNH   | 70 | 15 | 42 | 13 | 30,7 | non qualifiés         |  |                      |
| 1962-1963 | Bruins de Boston       | LNH   | 56 | 13 | 31 | 12 | 33,9 | non qualifiés         |  |                      |
| 1963-1964 | Bruins de Boston       | LNH   | 70 | 18 | 40 | 12 | 34,3 | non qualifiés         |  |                      |
| 1964-1965 | Bruins de Boston       | LNH   | 70 | 21 | 43 | 6  | 34,3 | non qualifiés         |  |                      |
| 1965-1966 | Bruins de Boston       | LNH   | 70 | 21 | 43 | 6  | 34,3 | non qualifiés         |  |                      |
| 1974-1975 | Capitals de Washington | LNH   | 7  | 2  | 5  | 0  | 28,6 | non qualifiés         |  |                      |

## Honneurs et trophées
- Nommé dans la première équipe d'étoiles en 1940, 1947 et 1951.
- Nommé dans la deuxième équipe d'étoiles en 1952.
- A joué le Match des étoiles en 1947, 1948, 1951 et 1952.
- Vainqueur du trophée Hart en 1951.
- Vainqueur du trophée Lester-Patrick en 1996.
- Nommé parmi les 100 plus grands joueurs de la LNH à l'occasion du centenaire de la ligue[7] en 2017